# Besame Mucho
Besame Mucho é um filme de drama romântico brasileiro de 1987, dirigido por  Francisco Ramalho Jr. e baseado na peça de teatro homônima de Mario Prata. Estrelado por José Wilker, Glória Pires, Antônio Fagundes e Christiane Torloni, o filme conta a história de dois casais que têm suas vidas inspiradas com a canção Bésame mucho, da mexicana Consuelo Velásquez. Conta ainda com as atuações de Giulia Gam, Paulo Betti, Isabel Ribeiro e Linda Gay nos demais personagens secundários.

## Enredo
O filme relata a trajetória de dois casais de amigos, Xico e Olga, e Tuca e Dina: o romance no interior, o casamento, o sexo, a carreira profissional, os fatos políticos das décadas de 60 e 70, e como a canção Bésame mucho interferiu em suas vidas.

## Elenco
- José Wilker como Xico
- Antônio Fagundes como Tuco
- Glória Pires como Olga
- Christiane Torloni como Dina
- Giulia Gam como Aninha
- Paulo Betti como César
- Isabel Ribeiro como Irmã Encarnação
- Sylvio Mazzuca como Sylvio Mazzuca
- Iara Jamra como Debutante
- Vera Zimmermann como Debutante
- Linda Gay como mãe de Dina
- Wilma de Aguiar como mãe de Tuca

## Produção

### Desenvolvimento
Em 27 de junho de 1986, o elenco do filme foi apresentado no hotel Maskoud Plaza, em São Paulo em um evento que reuniu diversos artistas. José Wilker, Glória Pires, Antônio Fagundes e Christiane Torloni foram anunciados como os protagonistas do filme. Inicialmente, Júlia Lemmertz estava escalada para interpretar "Aninha", no entanto estava em cartaz no Rio de Janeiro com a peça O Mordomo Viu e não conseguiu liberação do diretor Flávio Rangel para filmar em São Paulo. Giulia Gam foi convidada para substituí-la, lendo o roteiro nas vésperas do início das gravações. As filmagens tiveram início em 2 de julho de 1986 com diferentes locações em São Paulo, incluindo a Faculdade de Direito da USP e o Cine Copan.

## Lançamento
O filme teve sua estreia no Brasil em 13 de agosto de 1987. Em dezembro de 1987, estreou na Espanha sendo apresentado no Festival Ibero-Americano de Huelva. Em 1988, o filme foi exibido na mostra Brazil Projects, em Nova Iorque, e em seguida estreou em Portugal no Festival de Aveiros, onde recebeu menção honrosa. Na Colômbia, participou do Festival Internacional de Cinema de Cartagena, onde recebeu o prêmio de melhor roteiro.

## Prêmios e indicações
Festival Ibero-Americano de Huelva 1987 (Espanha)
- Premiado como Melhor Filme[3]

Festival de Gramado 1987 (Brasil)
- Recebeu os Kikitos nas categorias de Melhor Figurino (Domingos Fuschini) e Melhor Roteiro.

- Indicado na categoria de Melhor Filme.[3]

Festival Internacional de Cinema de Cartagena 1988 (Colômbia)
- Premiado como Melhor Roteiro[7]